# شلین فلنگن
شلین فلنگن (انگلیسی: Shalane Flanagan؛ زادهٔ ۸ ژوئیهٔ ۱۹۸۱) دونده دو استقامت زن اهل ایالات متحده آمریکا است.
وی در مسابقات کشوری و بین‌المللی در مجموع برندهٔ ۱ مدال طلا، ۲ مدال نقره، ۵ مدال برنز شده‌است.